# Zivilpakt (Grüne Österreich)
Der Zivilpakt (Zip) war das Partnerschaftsmodell der Grünen in Österreich im Sinne der Lebensformenpolitik für gleichgeschlechtliche Ehen. Er wurde im Juni 2004 durch die grüne Nationalratsabgeordnete und Bundessprecherin von Grüne Andersrum, Ulrike Lunacek, der Öffentlichkeit vorgestellt. Gleichzeitig brachten die Grünen dazu auch einen Entschließungsantrag im Parlament ein. Umgesetzt wurde es dann als Eingetragene Partnerschaft (EP) nach dem weitgehend ähnlichen SPÖ-Modell erst per 2010.

## Überblick
Der Zivilpakt sieht die Ergänzung der Ehe durch einen zivilen Solidaritätspakt nach dem französischen Vorbild des Pacte civil de solidarité (PACS) vor, bei dem zwei (in der ursprünglichen Überlegung auch mehrere) Personen Rechte und Pflichten individuell vereinbaren können. Der Zivilpakt soll zum ersten Mal eine rechtliche Absicherung lesbischer und schwuler Partnerschaften bringen, geht aber darüber hinaus, denn den Zip sollen nämlich sowohl gleichgeschlechtliche als auch verschiedengeschlechtliche Paare eingehen können. Es geht den Grünen dabei darum, das Familienrecht an die Bedürfnisse der heute lebenden Paare anzupassen, beispielsweise Wahl- und Patchworkfamilien. Dazu komme, dass nur in den seltensten Fällen ein „Bund fürs Leben“ geschlossen werde. Der Zivilpakt solle daher leichter zu schließen, aber auch leichter zu beenden sein als die Ehe.
Gerade für Frauen habe die Ehe geschichtlich betrachtet zu finanziellen und wirtschaftlichen Abhängigkeiten geführt und es gebe in Österreich immer noch die Pflicht zur „Mitwirkung im Erwerb“. Das heißt, dass Ehepartner ohne Bezahlung im Betrieb des Ehepartners/der Ehepartnerin arbeiten müssen.
Andererseits gibt es dafür immer noch keine eigenen Sozial- und Pensionsversicherungsbeiträge, und bei einer Scheidung werde diese Mitwirkung meist nur viel zu gering oder gar nicht abgegolten. Dies könne im Falle der Scheidung zu einer Armutsfalle für den nicht versicherten Ehepartner/die nicht versicherte Ehepartnerin (meist immer noch die Frau) werden. Und das aktuelle Eherecht gehe immer noch von der Abhängigkeit des Unterhalts von der Verschuldensfrage (trotz Eherechtsänderungsgesetz 1999) aus.
Nach Ansicht der Grünen ist die Ehe eine Institution, die zu einer bestimmten Zeit und unter bestimmten Bedingungen (Industrialisierung) entstanden sei. Das Konzept der Ehe habe sich sowohl rechtlich (diverse Ehe-Reformen) als auch gesellschaftspolitisch weiterentwickelt. Der ideologische Hintergrund sei immer noch patriarchalisch dominiert, die Lebensbedingungen hätten sich aber verändert: Menschen, die heute ihre Beziehung in einen rechtlichen Rahmen stellen wollen, wollten ein modernes, an heutige Bedürfnisse angepasstes Rechtsinstitut.
Zwar forderten die Grünen ab 2005 auch die Öffnung der Ehe für lesbische und schwule Partnerschaften (ein entsprechender Antrag war im Nationalrat eingebracht worden), doch war dies auch innerhalb der Grünen nicht unumstritten. In Teilen der Partei wird die ersatzlose Abschaffung der Ehe als politisches (Fern-)Ziel nach wie vor angestrebt.
Jedenfalls beinhaltet der Zivilpakt auch die Stief- und Fremdkindadoption und geht in diesem Punkt weiter als das von der SPÖ eingebrachte Modell der „Eingetragenen Partnerschaft“ (EP). Die sonstigen Unterschiede zwischen den beiden Modellen sind marginal.

## Politische Perspektive
Seitens der ÖVP (die von 2000 bis 2006 gemeinsam mit FPÖ beziehungsweise BZÖ die Regierung bildete und die parlamentarische Mehrheit hielt) wurde weder der Antrag der Grünen auf Einführung des Zip noch der Antrag der SPÖ auf EP behandelt. Auch verweigerte sich die ÖVP insgesamt der Diskussion über ehe- und familienrechtliche Reformen. Ein Versuch der BZÖ-Justizministerin Karin Gastinger im Frühsommer 2006, die Gleichstellung von nichtehelichen Lebensgemeinschaften und eine Entrümpelung des Eherechtes vorzunehmen, scheiterte am Veto der ÖVP. Das BZÖ selbst ist in der Frage der rechtlichen Gleichstellung homosexueller Partnerschaften gespalten, die FPÖ klar dagegen.
Eine Änderung der Situation in Österreich war durch eine neue Regierungsmehrheit nach den Wahlen im Oktober 2006 zu erwarten. Immerhin sprachen sich die Grünen und die SPÖ im Wahlkampf für eine vollständige Gleichstellung gleichgeschlechtlicher Partnerschaften aus. Nachdem eine „linke“ Mehrheit (also SPÖ und Grüne) durch das Wahlergebnis nicht möglich wurde, bildete im Jänner 2007 die SPÖ mit der bisherigen Regierungspartei ÖVP eine Koalition. Im Regierungsübereinkommen hat sich aber – nicht nur in dieser Frage – die konservative ÖVP durchgesetzt; lesben- und schwulenpolitische Forderungen fanden wieder einmal keinen Eingang in das Papier.
Eine infolge der Wahlniederlage gebildete interne Diskussionsplattform der ÖVP hat mit dem am 1. Oktober 2007 präsentierten Maßnahmenkatalog dem Bundesparteivorstand die Schaffung einer eingetragenen Partnerschaft empfohlen, allein der Widerstand innerhalb der Partei dürfte damit noch nicht ausgeräumt gewesen sein. Parallel tagte ab dem Frühsommer eine interministerielle Arbeitsgruppe, die einen solchen Gesetzesvorschlag unter Einbeziehung der Homosexuellen-Organisationen ausarbeiten sollte. Ein positives Ergebnis war indes nicht abzusehen, sodass eine generelle gesetzliche Gleichstellung daher zunächst nicht zu erwarten war. Der Zip wurde daher von den Grünen neuerlich als Antrag im Nationalrat eingebracht.
Zwischenzeitlich wurden im Herbst 2008 Neuwahlen abgehalten, was wegen der Neubildung des Parlaments eine Neuvorlage erforderte. In der neuen Legislaturperiode brachte die Regierung aus ÖVP und SPÖ einen eigenständigen Gesetzentwurf zur staatlichen Anerkennung von Lebenspartnerschaften im Parlament ein, das Eingetragene Partnerschaft-Gesetz (EPG). Der Regierungsgesetzentwurf wurde am 10. Dezember 2009 im Nationalrat mit den Stimmen von ÖVP und SPÖ verabschiedet, und das Gesetz trat am 1. Jänner 2010 in Kraft. Von den Grünen stimmten nur einzelne Abgeordnete zu, die die Sache an sich über Animositäten zur politischen Provenienz der Gesetzesinitiative stellten.